# Galàxia anular

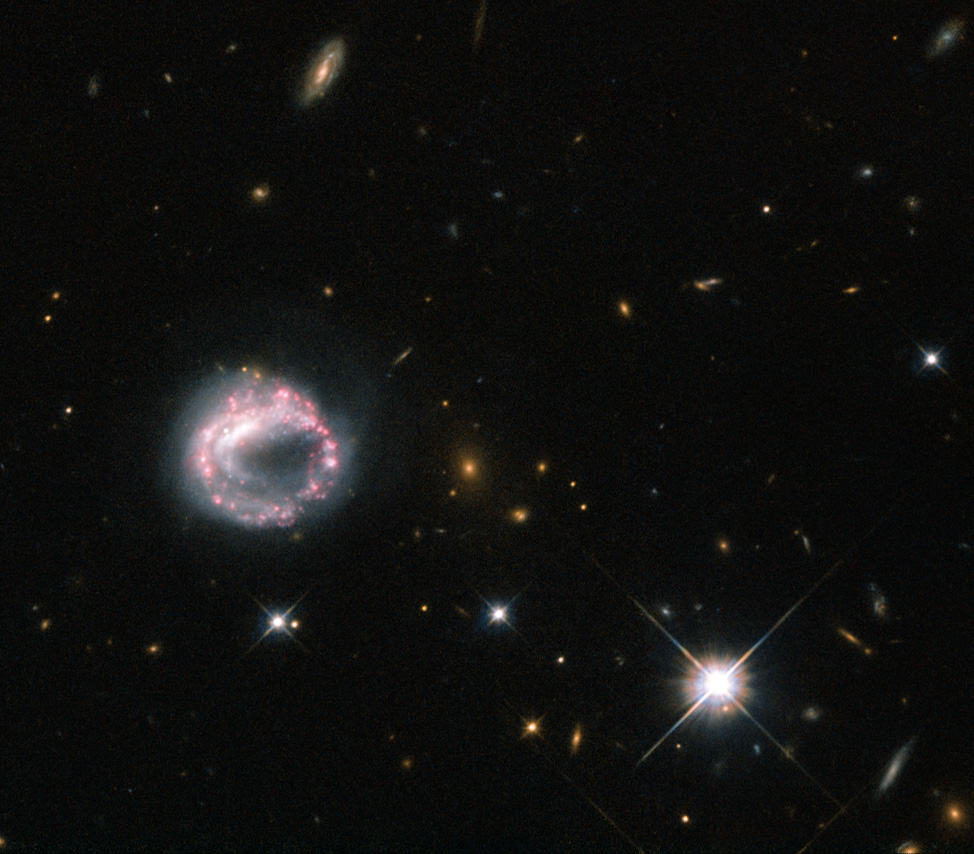
Galàxia anul·lar - Zw II 28

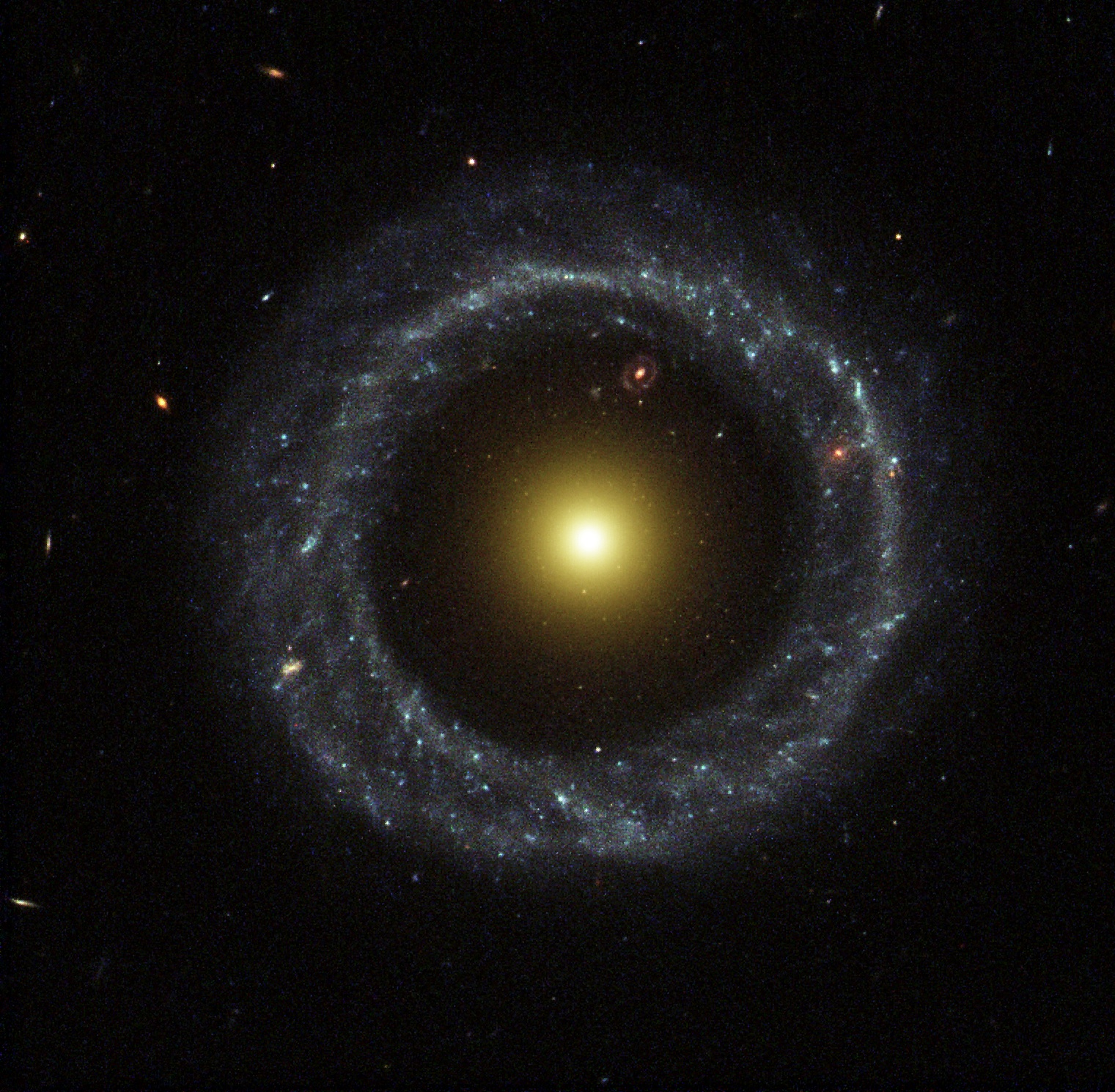
L'objecte de Hoag, una galàxia anular. Una altra galàxia anular vermella es pot veure darrere seu.

Una galàxia anular és un tipus poc freqüent de galàxies que tenen aparença d'anell. L'objecte de Hoag, descobert per Arthur Hoag el 1950, és un exemple d'una galàxia de l'anell.
L'anell conté moltes massives, relativament estrelles joves blaves, que estan molt brillants. La regió central conté relativament poca matèria lluminosa. Alguns astrònoms creuen que les galàxies anulars es formen quan una galàxia més petita passa a través del centre d'una galàxia més gran. Atès que la majoria de galàxies es componen d'un espai buit, aquesta "col·lisió" poques vegades resulta en cap col·lisions reals entre les estrelles. No obstant això, les pertorbacions gravitacionals causades per aquest esdeveniment podria causar una onada de formació estel·lar que mogués a través de la galàxia més gran. Altres astrònoms pensen que els anells es formen al voltant d'algunes galàxies quan l'acreció externa es porta a terme. La formació d'estrelles tindria lloc en el material d'acreció degut als xocs i les compressions del material d'acreció.